# نیکیفوروو
نیکیفوروو (به لاتین: Nikiforovo) یک منطقهٔ مسکونی در روسیه است که در استان آرخانگلسک واقع شده‌است.